# Train Thur Doller Alsace
Le Train Thur Doller Alsace, anciennement chemin de fer de la vallée de la Doller, est un chemin de fer touristique et historique situé en Alsace dans le Haut-Rhin. Il est géré par l'association TTDA, loi de 1908, qui propose des circulations de trains historiques, à traction vapeur ou diesel, sur une portion de 13,65 km  entre Cernay-Saint-André et Sentheim de l'ancienne ligne de Cernay à Sewen. La voie, à écartement normal de 1 435 mm, serpente dans les vallées de la Thur et de la Doller.

## Offre touristique
Le TTDA est membre de l'Union des exploitants de chemins de fer touristiques et de musées (UNECTO), une page lui est consacrée sur le site de l'UNECTO, « La France vue du rail ».

### Trains réguliers en saison
En saison, de juin à septembre, le TTDA propose, chaque dimanches et jours fériés, deux voyages, aller et retour, entre la gare de Cernay-Saint-André et la gare de Sentheim. En juillet et août ils font deux voyages les mercredis.Un calendrier des circulations est diffusé chaque année, il est disponible sur le site web de l'association : Train Thur Doller Alsace.

### Trains spéciaux toute l'année
Sur réservation, des trains spéciaux et des trains scolaires peuvent être organisés sur demande.

### Autres trains spéciaux
Lors du marché de Noël de Strasbourg, l'association organise, avec l'autorail X 4395, un unique aller-retour entre Épinal et Strasbourg.
Cependant, les circulations de 2017 ont été annulées en raison d'une panne sur le moteur de l'engin. Par ailleurs, les suivantes n'auront lieu que lorsque la ligne de Cernay à Sewen sera de nouveau raccordée au réseau ferré national, afin de pouvoir ramener cet engin plus facilement dans un abri sécurisé, pour éviter des vandalismes devenus récurrents.

## Histoire

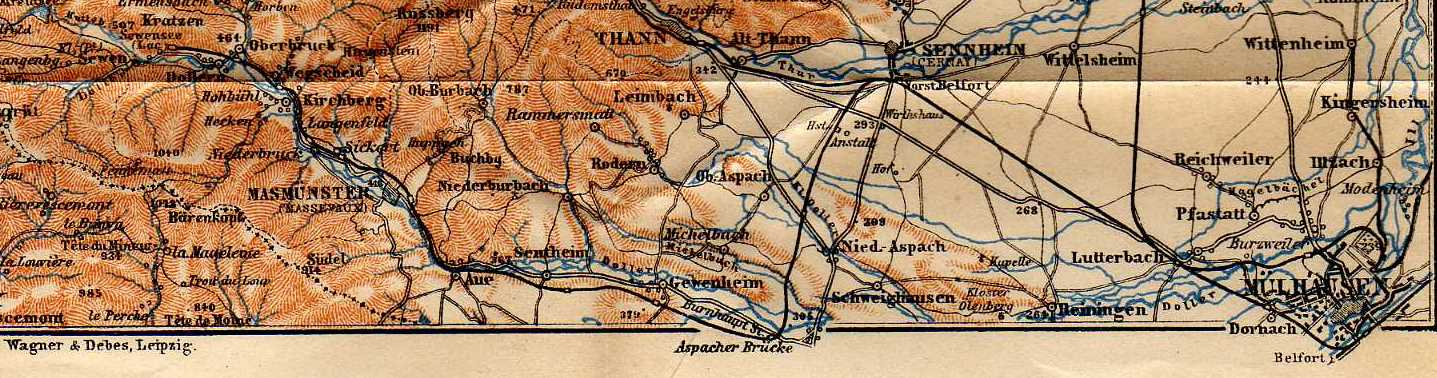
Détail d'une carte allemande (Wagner & Debes, vers 1900) montrant le tracé de la ligne de la vallée de la Doller

Inaugurée le 30 juin 1869, la ligne de Cernay à Sentheim dessert la haute vallée de la Doller ; elle se poursuivait à l'origine jusqu'à Sewen. Après avoir eu à subir les conséquences des guerres de 1914-1918 et 1939-1945, sa fréquentation décline jusqu'à l'arrêt du trafic voyageur en 1967, elle est déclassée en 1973. L'association Chemin de Fer Touristique de la Vallée de la Doller (CFTVD) rétablit, en 1976, la liaison entre Cernay-Saint-André et Sentheim, en mettant en place un des premiers chemins de fer touristiques.

## Association gestionnaire
L'association Train Thur Doller Alsace (TTDA), est une « association à but non lucratif de droit local », loi de 1908, créée en 1971, elle s’appelait « Chemin de Fer Touristique de la Vallée de la Doller (CFTVD) » jusqu'en 2006, année où elle prend son nom actuel. Son objet est « la sauvegarde du patrimoine ferroviaire historique à des fins touristiques ». Statutairement, l'association est constituée de membres bénévoles et gérée par un conseil d'administration de 9 membres élus en assemblée générale. Son siège social se situe, 1 rue Latouche à Cernay et elle est présidée par Monsieur Romain Tricot.
Toute personne peut devenir membre bénévole, actif ou bienfaiteur. Le fonctionnement d'un chemin de fer touristique et historique offre de nombreux types d'actions, les membres actifs participent au fonctionnement du TTDA en fonction de leurs centres d'intérêt, de leurs compétences, et de leurs disponibilités. Lors de l'adhésion le nouveau membre remplit un « Bulletin d'adhésion », il y trouve un questionnaire indiquant la liste des activités possibles :l'accueil avec l'information et la vente au bar ou dans la boutique de souvenirs ; l'animation avec les organisations : des manifestations, de la gare aux artistes, et des trains à thème ; l'exploitation avec les différents postes utiles lors de la circulation des trains, notamment : mécanicien vapeur, chauffeur, mécanicien diesel, chef de train, garde barrière, contrôleur des billets ; la technique, avec les postes permettant la conservation et l'entretien du patrimoine ferroviaire du TTDA : entretien et maintenance, mécanique tôlerie soudure, menuiserie maçonnerie et peinture.

## Les collections
L'association fait un travail de recherche historique avant restauration, certains véhicules sont classés monuments historiques.
Les listes suivantes ne sont pas exhaustives et devront être complétées ou actualisées au fil du temps (dernière actualisation en février 2025) :

### Locomotives à vapeur
| Matricule (noms)                  | Constructeur et date                              | État actuel                                            | Origine et informations techniques | Photo |
| --------------------------------- | ------------------------------------------------- | ------------------------------------------------------ | --- | ----- |
| 030T Couillet no 1658             | Usines Métallurgiques du Hainaut à Couillet, 1912 | Opérationnelle                                         | - Origine : Usines Métallurgiques de la Basse Loire à Trignac). - 8,6 m, 27 t (00,0 t en ordre de marche), vitesse maximum : 40 km/h. - Timbre chaudière : 12 kg/cm2. - Capacité de la soute à charbon : 00 t. - Capacité de la soute à eau : 0 000 L (00,0 m3). |       |
| 030T La Meuse no 51               | La Meuse, 1914                                    | Opérationnelle                                         | - Origine : Nord-Est à Rambervillers (Vosges) de 1914 à 1944, ligne Robert Espagne-Haironville (Meuse) de 1944 à 1971, sur la ligne depuis 1976. - Arrêtée en 1998. - À nouveau en service, après restauration, depuis le 30 juin 2013. - 8 m, 28 t (35 t en ordre de marche), vitesse maximum : 60 km/h. - Timbre chaudière : 12 kg/cm2. - Capacité de la soute à charbon : 00 t. - Capacité de la soute à eau : 0 000 L (00,0 m3). Classé MH (2011) |       |
| 040T KDL no 2845                  | Société Franco-Belge, 1945                        | Hors service (en attente d'une restauration complète). | - Origine : verrerie de Blanc-Misseron (Quiévrechain), ex écartement submétrique. - 00,00 m, 00 t (00,0 t en ordre de marche), vitesse maximum : 30 km/h. - Timbre chaudière : 14 kg/cm2. - Capacité de la soute à charbon : 00 t. - Capacité de la soute à eau : 0 000 L (00,0 m3). |       |
| Mallet 020+020T no 2 dite "Cirey" | Henschel & Sohn no 10416, 1911                    | Opérationnelle                                         | - Origine : ligne d'Avricourt à Blâmont et à Cirey (Meurthe-et-Moselle). - Restaurée de 1989 à 2005. - Elle est affrétée sur La Vapeur du Trieux de 2008 à 2010 et sur le Train du Pays Cathare et du Fenouillèdes en 2011. - Les 17 et 18 septembre 2011 la Mallet a effectué des circulations exceptionnelles sur la ligne de Longueville à Provins, ainsi que jusqu'à Flamboin-Gouaix sur la ligne 4. - Grâce à son agrément, elle peut circuler sur les voies du réseau ferré national. - 9,614 m, 32,25 t (40,6 t en ordre de marche), vitesse maximum : 60 km/h. - Timbre chaudière : 15 kg/cm2. - Capacité de la soute à charbon : 00 t. - Capacité de la soute à eau : 0 000 L (00,0 m3). Classé MH (1987) |       |
| 141 C 100 et son tender 22 B 609  | Schneider et Cie, 1922                            | Hors service (en cours de restauration complète).      | - Concédée par l'association TVT, transportée par camion depuis Richelieu (37) et arrivée le 21 juillet 2016. - 22,86 m, 81,5 t (89,2 t en ordre de marche), vitesse maximum : 100 km/h. - Timbre chaudière : 14 kg/cm2. - Capacité de la soute à charbon (Tender) : 12 t. - Capacité de la soute à eau (Tender) : 22 000 L (22 m3). Classé MH (1988) |       |

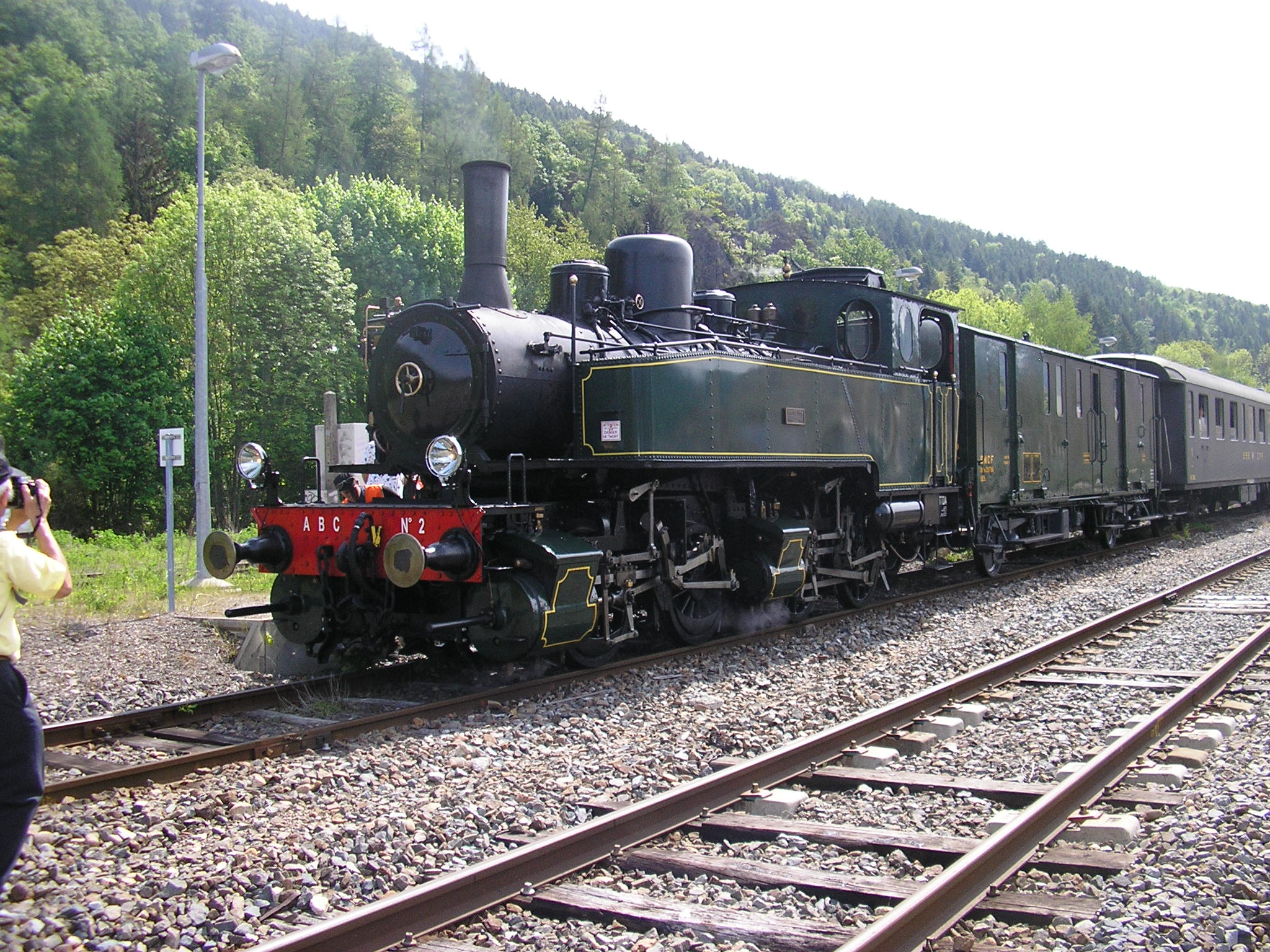
La Mallet 020+020T à son arrivée en gare de Husseren-Wesserling.

### Autorails
| Matricule     | Constructeur et date       | État actuel  | Origine et informations techniques | Photo |
| ------------- | -------------------------- | ------------ | --- | ----- |
| X 3710        | De Dietrich et Cie, 1949   | Hors service | - Ex-SNCF. - 25,91 m, 37,5 t, vitesse maximum : 120 km/h. - Motorisation : 2× Saurer BXDS à 6 cylindres en ligne de 160 ch. - Capacité : 75 places assises + 6 strapontins en 2e classe. - Radié le 9 décembre 1976. - Arrivé en juin 1977. Classé MH (2011) |       |
| X 5852 (U150) | Renault, 1954              | Opérationnel | - Ex-SNCF. - 16,04 m, 17,5 t, vitesse maximum : 90 km/h. - Motorisation : Saurer BXDS à 6 cylindres en ligne de 160 ch. - Capacité : 60 places assises en 2e classe. - Radié le 8 décembre 1977. - Arrivé à Cernay le 28 février 1978. - Série surnommée « mobylette ». Classé MH (2016)                                                                         |       |
| X 4395 (U425) | ANF (Blanc Misseron), 1967 | Opérationnel | - 42,48 m, 57 t, vitesse maximum : 120 km/h. - Motorisation : SSCM Poyaud C6150Srh à 6 cylindres en ligne horizontal de 425 ch (295 kW). - Remorque XR-8508. - Radié le 1er octobre 2007. - Propriété de la SNCF, mis à disposition sous convention. - Autorail apte à circuler sur le réseau ferré national. - Seul exemplaire préservé de la série des X-4300. |       |

### Locomotives, locotracteurs diesel & draisine
| Matricule (noms)                       | Constructeur et date                                         | État actuel    | Origine et informations techniques | Photo |
| -------------------------------------- | ------------------------------------------------------------ | -------------- | --- | ----- |
| Locomotive diesel BB 63754             | Brissonneau et Lotz, 1960                                    | Opérationnelle | - 14,68 m, 68 t, vitesse maximum : 80 km/h. - Motorisation : SACM MGO V12ASH à 12 cylindres en V de 825 ch (607 kW). - Radiée le 10 janvier 2011. - Numérotée à l’origine 040-DE-754. - Matériel propriété de la SNCF, mis à disposition sous convention. |       |
| Locotracteur DE 020                    | Fauvet Girel & la Compagnie électro-mécanique, 1957 (no 40). | Opérationnel   | - 7,59 m, 40 t, vitesse maximum : 35 km/h. - Motorisation : SSCM Poyaud 6SPXI à 6 cylindres en ligne de 315 ch (231,7 kW). |       |
| Locotracteur DT44                      | Hofmann, 1940 (no 2522).                                     | Opérationnel   | - Motorisation : Citroën DP38/100 à 6 cylindres en ligne de 85 ch (62,5 kW). |       |
| Locotracteur PCT no 102                | SACM, 1957 (no 10098).                                       | Hors service   | - 8,28 m, 34 t, vitesse maximum : 30 km/h. - Motorisation : Willème 518T8 à 8 cylindres en ligne de 200 ch (147 kW). |       |
| Locotracteur 5Ta dit « bête à cornes » | Moyse, 1934                                                  | Hors service   | - Motorisation : essence Ford T à 4 cylindres en ligne de 20 ch (14,7 kW). - Le surnom « bête à cornes » ou « gondole » était donné aux exemplaires de cette série.                                                                                       |       |
| Draisine D-693                         | Établissements Billard, 1932                                 | Hors service   | - Ex-Chemins de fer de l'Hérault. - 00,00 m, 00 t, vitesse maximum : 25 km/h. - Motorisation : Essence Renault 668 à 4 cylindres en ligne de 60 ch (44 kW).                                                                                               |       |

### Voitures à voyageurs et fourgons
| Matricule (noms)                                                                | Constructeur et date                                   | État actuel                                            | Origine et informations techniques | Photo |
| ------------------------------------------------------------------------------- | ------------------------------------------------------ | ------------------------------------------------------ | --- | ----- |
| Voiture modernisée Sud-Est « trois pattes » Mixte 1re/2e classe A3B4tm 17108    | Ateliers du PLM, entre 1906 et 1921                    | Opérationnelle                                         | - 13,87 m, 21,4 t, vitesse maximum : 000 km/h. - Immatriculation UIC : 50 87 33-17 022-1. Classé MH (2007)                                                                        |       |
| Voiture modernisée Sud-Est « trois pattes » 3e classe C6tm 15901                | Ateliers du PLM, entre 1906 et 1921                    | Opérationnelle                                         | - 13,87 m, 19,71 t, vitesse maximum : 000 km/h. - Immatriculation UIC : 50 87 23-17 605-5. Classé MH (2007)                                                                       |       |
| Voiture modernisée Sud-Est « trois pattes » 3e classe C6tm 15919                | Ateliers du PLM, entre 1906 et 1921                    | Opérationnelle                                         | - 13,87 m, 20,7 t, vitesse maximum : 000 km/h. - Immatriculation UIC : 50 87 23-17 643-6. Classé MH (2007)                                                                        |       |
| Voiture modernisée Sud-Est « trois pattes » mixte 2e classe/fourgon B4Dtm 57925 | Ateliers du PLM, entre 1906 et 1921                    | Hors service (en attente d'une restauration complète). | - 13,87 m, 21 t, vitesse maximum : 000 km/h. - Immatriculation UIC : 50 87 83-20 254-4. Classé MH (2020)                                                                          |       |
| Voiture « Palavas » 2e classe Bf 103                                            | Compagnie Française de matériel de chemin de fer, 1891 | Opérationnelle                                         | - 00,00 m, 7,68 t, vitesse maximum : 00 km/h. - 50 places assises. Classé MH (1990)                                                                                               |       |
| Voiture « Palavas » 2e classe Bf 104                                            | Compagnie Française de matériel de chemin de fer, 1891 | Opérationnelle                                         | - 00,00 m, 7,68 t, vitesse maximum : 00 km/h. - 50 places assises. Classé MH (1990)                                                                                               |       |
| Voiture « Palavas » 2e classe Bf 105                                            | Compagnie Française de matériel de chemin de fer, 1894 | Opérationnelle                                         | - 00,00 m, 7,68 t, vitesse maximum : 00 km/h. - 50 places assises. Classé MH (1990)                                                                                               |       |
| Voiture « Palavas » 2e classe Bf 108                                            | Compagnie Française de matériel de chemin de fer, 1894 | Opérationnelle                                         | - 00,00 m, 7,68 t, vitesse maximum : 00 km/h. - 50 places assises. Classé MH (1990)                                                                                               |       |
| Voiture « Rosselle » C71R                                                       | De Dietrich, 1907                                      | Opérationnelle                                         | - 00,00 m, 0,00 t, vitesse maximum : 00 km/h. |       |
| Voiture « Rosselle » C72                                                        | De Dietrich, 1912                                      | Opérationnelle                                         | - 11,80 m, 10,5 t, vitesse maximum : 00 km/h. - 70 places assises. |       |
| Voiture A.L C7tf 15062                                                          | De Dietrich et Cie no 33629, 1901                      | Opérationnelle                                         | - 13,4 m, 18 t. - 56 places assises. |       |
| Voiture A.L C6tf 16504                                                          | De Dietrich et Cie no 59419 , 1919                     | Hors service                                           | - 12,64 m. |       |
| Voiture A.L C7tf 15027                                                          | De Dietrich et Cie no 32345, 1899                      | Hors service                                           | - 12,86 m, 21 t. - Confiée par la Cité du Train - Patrimoine SNCF depuis le 19/06/2024 (en provenance de la rotonde de Mohon).                                                    |       |
| Voiture rapide Nord « Torpille » A8t 130                                        | ANF (Ateliers du Nord de la France), 1927              | Opérationnelle                                         | - 22,35 m, 48 t, vitesse maximum : 000 km/h. - 48 places assises en 1re classe. - Confiée par le Train à vapeur thouarsais depuis 2020. Classé MH (2006)                          |       |
| Voiture métallisée A.L A3B5, 80 87 979 0 833-8 Uas                              | De Dietrich et Cie, 1926/1927                          | Hors service                                           | - 21,45 m, 38,5 t, vitesse maximum : 140 km/h. - Ancienne voiture de cantonnement vide de tout aménagement intérieur. - Propriété de la SNCF, mise à disposition sous convention. |       |
| Voiture métallique Est mixte 1re/2e classe A3B4D 50 87 81-36 204-3              | Lorraine-Dietrich, 1936                                | Hors service (en cours de restauration)                | - 23,55 m, 49 t, vitesse maximum : 140 km/h. - 50 places assises (18 en 1re classe et 32 en 2e classe). Classé MH (1987)                                                          |       |
| Voiture-lits CIWL type Ub no 3941                                               | Entreprises Industrielles Charentaises, 1947           | Hors service                                           | - 23,45 m, 53 t, vitesse maximum : 000 km/h. - 11 compartiments (7 de 2 lits et 4 de 3 lits). - Utilisée pour le logement des bénévoles.                                          |       |
| Fourgon serre-frein à vigie Df 101                                              | Ateliers de Mohon, 1887                                | Hors service (en cours de reconstruction complète).    | - 7,11 m. Classé MH (1990) |       |
| Fourgon Nord Dd2,29 m796                                                        | Compagnie Générale de Construction, 1927               | Opérationnel                                           | - 12,18 m, 19,5 t, vitesse maximum : 140 km/h. - Numéro UIC : 50 87 93-47 784-7.                                                                                                  |       |

### Engins divers
| Matricule (noms)           | Constructeur et date                           | État actuel    | Origine et informations techniques | Photo |
| -------------------------- | ---------------------------------------------- | -------------- | ---------------------------------- | ----- |
| Pelleteuse Ty45 rail-route | Poclain à Le Plessis-Belleville no 61503, 1976 | Opérationnelle |                                    |       |

### Wagons de marchandises
| Matricule                                                  | Constructeur et date                                     | État actuel                         | Origine et informations techniques            | Photo |
| ---------------------------------------------------------- | -------------------------------------------------------- | ----------------------------------- | --------------------------------------------- | ----- |
| Wagon tombereau Est T.1185                                 | Ateliers de Mohon, 1892                                  | Opérationnel                        | 5,4 m, 10 t. Classé MH (2011)                 |       |
| Wagon plat Est H.5152                                      | Ateliers de Mohon, 1890                                  | Opérationnel                        | 8,1 m, 7 t. Classé MH (2020)                  |       |
| Wagon couvert G10                                          | Constructeur inconnu, 1865                               | Hors service (utilisé à poste fixe) | Provient des Usines Japy de Fesches-le-Châtel |       |
| Wagon couvert standard C, K329120                          | Compagnie Générale de Construction, 1949                 | Opérationnel                        | Ex-SNCF. 10,4 m, 11,8 t. Classé MH (2020)     |       |
| Wagon couvert OCEM 29, 40 87 94 90 309-1 U                 | Ateliers de Construction d'Épluches, 1942                | Hors service (utilisé à poste fixe) | Ex-SNCF. 8,9 m, 10 t.                         |       |
| Wagon citerne A.L. 503909f-P                               | De Dietrich et Cie, 1924                                 | Hors service                        | 7,65 m, 12,28 t. Classé MH (2020)             |       |
| Wagons plat à ridelles HBNPC 4200 (ex-tombereau Standard)  | Baume et Marpent, 1949                                   | Opérationnel                        | 9 m.                                          |       |
| Wagons plat à ridelles HBNPC 55057 (ex-tombereau Standard) | Société Franco-Belge de Matériel de Chemins de Fer, 1948 | Opérationnel                        | 9 m.                                          |       |

## Infrastructures ferroviaires
La ligne comporte le long des 13,65 km de sa voie :
- 6 gares :
  - la gare de Cernay-Saint-André[24] (47° 47′ 28″ N, 7° 09′ 18″ E) : cette halte ferroviaire fait actuellement office de point de départ du train touristique ; située à l'entrée de Cernay, on y trouve un quai et une guérite pour la vente des billets. La ligne étant coupée à hauteur de la route nationale 66, il n'y a pas de liaison depuis la gare SNCF de Cernay située dans le centre-ville.
  - la gare d'Aspach-le-Haut (47° 46′ 10″ N, 7° 08′ 32″ E), ancienne gare de la ligne ;
  - la gare de Burnhaupt-le-Haut (47° 44′ 31″ N, 7° 08′ 01″ E), ancienne gare de la ligne ; le TTDA y a installé un dépôt à trois voies et son atelier d'entretien et de restauration du matériel roulant ;
  - la gare de Guewenheim (47° 44′ 56″ N, 7° 05′ 30″ E), ancienne gare de la ligne ;
  - la gare de Sentheim (47° 45′ 09″ N, 7° 03′ 27″ E), ancienne gare de la ligne qui a conservé son aspect d'origine avec sa halle à marchandises. Devenue gare terminus du train touristique, le TTDA y présente des objets ferroviaires et y organise des expositions d'artistes ;
- 18 passages à niveaux (15 non gardés et 3 à barrières manuelles), 21 aiguillages ;
- 24 524 traverses et 147 336 tirefonds permettant de fixer les rails aux traverses[25] ;
- Le pont Henry type 1916.
- Le pont de la Doller.

## Filmographie
En 2007, des scènes du téléfilm de docu-fiction « La Résistance » sont tournées sur la ligne, avec des trains de l'association (on y remarque sur certains plans le logo CFTVD sur un wagon), pour illustrer la déportation des Juifs de France en direction de l'Allemagne, et la résistance organisée par des cheminots et mécaniciens ferroviaires.